# 米倫巴赫湖
53°8′10″N 9°24′48″E / 53.13611°N 9.41333°E
米倫巴赫湖（德語：Mühlenbachsee），是德國的湖泊，位於該國西北部，由下薩克森州負責管轄，處於羅滕堡縣，長0.6公里、寬0.2公里，面積0.07平方公里，湖岸線長度1.5公里。